# Âm giai Thứ giai điệu
Âm giai Thứ giai điệu là âm giai được xây dựng bằng cách nâng cao bậc VI và bậc VII của âm giai Thứ tự nhiên lên 1/2 cung và giữ nguyên các bậc khác.
Như vậy âm giai Thứ giai điệu chỉ khác âm giai Trưởng tự nhiên duy nhất ở bậc III.
Âm giai Thứ giai điệu thường được sử dụng trong giai điệu đi lên, khi người soạn nhạc muốn tăng cường cảm xúc của một giai điệu đi dần từ bậc V lên bậc VIII. Tuy nhiên điều đó không có nghĩa là âm giai này không được sử dụng khi giai điệu đi xuống.